# 강진종합운동장
강진공설운동장(康津綜合運動場, Gangjin Stadium)은 대한민국 전라남도 강진군에 있는 스포츠 시설이다. 천연잔디 필드와 우레탄 트랙이 갖춰진 경기장이며, 1997년 12월에 준공되었다.

## 역사
강진종합운동장을 건설하기 위해 강진군체육회는 1989년부터 1990년까지 모금 활동을 벌여 112명이 동참하여 1억 8백여만 원을 모았다. 1992년 10월부터 1997년 12월까지 건립 사업이 진행되어 1997년 12월에 준공되었다.
2020년 12월 4일에 K리그 그라운드 공인 인증 K-GT1 등급을 획득했다.

## 참고 문헌
- 《2019년 전국 공공체육시설 현황 (2018년말 기준)》. 대한민국 문화체육관광부. 2020.
- 《2023 전국 공공체육시설 현황 (2022년 12월말 기준)》. 대한민국 문화체육관광부. 2024.